# 法学学士
法學學士，簡稱LLB（拉丁語：Legum Baccalaureus），須順利完成高等教育中法學類課程才能獲得的學士學位。一般需要完成法理學、憲法學、行政法學、民法學、刑法學、物權法、契約法、國際公法、國際私法、訴訟法學等法學課程。

## 臺灣
依據中華民國（臺灣）教育部建議，屬於法律專業領域之系所，得授予「法律學學士Bachelor of Laws（LL.B.）」、「法律學碩士Master of Laws（LL.M.）」、「法律學博士Doctor of Philosophy（Ph.D.）／Doctor of Juridical Science（J.S.D.）」。
其餘法政學群系所雖隸屬於法學院、社會科學院中，但非屬法律專業領域之各系所，亦得授予「法學學士Bachelor of Arts（B.A.）」、「法學碩士Master of Arts
（M.A.）」、「法學博士Doctor of Philosophy（Ph.D.）」。例如：國立政治大學政治學系法學士、國立暨南國際大學公共行政與政策學系法學士（Bachelor of Arts in Public Policy and Administration）、國立臺灣大學政治學系法學士、中央警察大學行政警察學系法學士、淡江大學公共行政學系法學士、國立金門大學國際暨大陸事務學系法學士等等。

## 香港
香港現時共有三所頒授法學士的資助高等院校，包括香港大學、香港城市大學及香港中文大學。這三所法學院均有提供法學本科及研究生課程，亦只有這三所學院提供投身律師的學歷「法學專業證書 (Postgraduate Certificate in Laws，簡稱PCLL)」課程；但由於PCLL的投考資格頗為嚴格（就算投考時的GPA高於3.0，亦未必獲准應考，而機會只有一次），因此法學士畢業生不一定可成為律師。

## 外部來源
- Reed, Alfred Zantzinger. . New York: Carnegie Foundation. 1921. OCLC 60738310.
- Stein, Ralph Michael. . Chicago-Kent Law Review. 1981, 57 (2): 429–454  [2021-10-12]. OCLC 8092906761. （原始内容存档于2021-10-27）.